# Weinberg von Neuengronau
Weinberg von Neuengronau este o arie protejată (arie specială de conservare — SAC, sit de importanță comunitară — SCI) din Germania întinsă pe o suprafață de 50,23 ha, integral pe uscat.

## Localizare
Centrul sitului Weinberg von Neuengronau este situat la coordonatele 50°16′38″N 9°36′59″E / 50.2772°N 9.6164°E.

## Înființare
Situl Weinberg von Neuengronau a fost declarat sit de importanță comunitară în aprilie 1999 pentru a proteja 4 specii de animale. Situl a fost protejat și ca arie specială de conservare în martie 2008.

## Biodiversitate
Situată în ecoregiunea continentală, aria protejată conține 5 habitate naturale: Formațiuni de Juniperus communis pe lande sau pajiști calcaroase, Pajiști uscate seminaturale și facies de acoperire cu tufișuri pe substraturi calcaroase (Festuco-Brometalia) (* situri importante pentru orhidee), Fânețe de joasă altitudine (Alopecurus pratensis, Sanguisorba officinalis), Păduri de fag Luzulo-Fagetum, Păduri aluvionare cu Alnus glutinosa și Fraxinus excelsior (Alno-Padion, Alnion incanae, Salicion albae).
La baza desemnării sitului se află mai multe specii protejate de  păsări (4): ciocănitoare neagră (Dryocopus martius), presură sură (Emberiza calandra), sfrâncioc roșiatic (Lanius collurio), gaia roșie (Milvus milvus).
Pe lângă speciile protejate, pe teritoriul sitului au mai fost identificate 9 specii de plante, 1 specie de păsări, 6 specii de nevertebrate, 1 specie de reptile.